# Луций Ицилий
Луций Ицилий (на латински: Lucius Icilius) е легендарна личност, политик на Римската република през 5 век пр.н.е.
Произлиза от фамилията Ицилии. Той е народен трибун през 456 пр.н.е. и предлага да се даде земя на плебеите на Авентин, за да си построят там къщи. Издава законите Leges Iciliae (Lex Icilia de Aventino publicando et Lex Icilia de) през 454 пр.н.е.
Годеник е на плебейското момиче Вергиния, дъщеря на офицера Луций Вергиний и я защитава от нападките на децемвир Апий Клавдий Крас. През 451 пр.н.е. Апий Клавдий Крас проявява интерес към Вергиния. Когато тя го отхвърля, Апий кара клиента си Марк Клавдий да твърди, че Вергиния е негова робиня и е подхвърлена при раждането ѝ на Луций Вергиний. Клавдий я отвлича по време, когато отива на училище. Обаче народът от Римския форум го спира и понеже Вергиний и Ицилий са хора с респект, го задължава да постави случая при децемвирите. Ицилий успява да заведе момичето в къщата на родителите ѝ и там да чака баща си, който не бил по това време в Рим. Вергиний се връща след два дена и Апий, който ръководи децемвирите, казал на Форума пред насъбралите се привърженици на Вергиний и Ицилий, че Вергиния наистина е робиня на Клавдий. Бащата помолил да поговори с дойката и дъщеря си насаме и Клавдий се съгласил. Тогава той убива с нож Вергиния, по негово мнение, за да ѝ спести поробването. Арестуват Вергиний и Ицилий, но привържениците им идват обратно и искат да нападнат ликторите и да унищожат техните Фасции. Следват бунтове срещу децемвирата и неговото разпадане. Управлението на децемвирите е смъкнато и Републиката отново възстановена. Започва отново нормалният магистрат (magistratus ordinarii). Апий се самоубива в затвора.
Ливий сравнява своя разказ с историята за изнасилването на Лукреция и смъкването на монархията през 509 пр.н.е.